# Altes Höfle
Das Alte Höfle ist eine Schutzhütte der Sektion Neu-Ulm des Deutschen Alpenvereins (DAV). Sie liegt in den Allgäuer Alpen in Deutschland. Es handelt sich um eine Selbstversorgerhütte ohne Bewirtschaftung.

## Geschichte
Die Sektion Neu-Ulm wurde am 25. Oktober 1901 gegründet. Die Anfahrten ins Allgäu waren damals sehr lang. Um im Sommer oder Winter eine Tour zu machen, war es erforderlich, in dieser Gegend einen Stützpunkt zu haben. Der damalige Leiter der Skiabteilung machte eine verkäufliche Alphütte mit dem urigen Namen Altes Höfle ausfindig. Eine außerordentliche Mitgliederversammlung beschloss 1929 dieses Anwesen zu kaufen. Die Hütte kam in die Jahre und 1982 begann man mit der Generalsanierung. Die Gesamtkosten der Baumaßnahmen stiegen auf 800.000 DM. Das Haus konnte 1984 im Rahmen eines gut besuchten Festes gesegnet und in Betrieb genommen werden.

## Lage
Das Alte Höfle liegt auf einer Höhe von 966 m ü. NHN bei Blaichach im Landkreis Oberallgäu.

## Zustieg
- Im Sommer eigener Parkplatz 50 m vor der Hütte.
- Öffentlicher Parkplatz 400 m bis zur Hütte (Im Winter nur öffentlicher Parkplatz).

## Umliegende Hütten
- Otto-Schwegler-Hütte, Selbstversorgerhütte 1070 m. Gehzeit 45 Minuten
- Alpe Hohenschwand der Sektion SSV Ulm 1846
- Bergwaldhaus Dreiangelhütte
- Haus Missen der Sektion SSV Ulm 1846
- Ravensburger Haus der Sektion Ravensburg
- Schwandalpe der Sektion Ulm
- Staufner Haus (1634 m) der Sektion Oberstaufen-Lindenberg über Gunzesrieder Säge (mehrere Varianten) Gehzeit 3,45 Std.[3]

## Touren und Gipfel
- Auf das Ofterschwanger Horn (1407 m), 2,7 km, Gehzeit 1 Std.
- Vom Stuiben zum Steineberg, 11,5 km, Gehzeit 6 Std.
- Bleicherhorn (1669 m), Gehzeit: 1 Std.
- Stuiben (1749 m) Gehzeit 3 Std.[4]

## Karten
- Alpenvereinskarte BY 1 Allgäuer Voralpen West - Nagelfluhkette, Hörnergruppe (1:25.000)